# 2. Floorball-Bundesliga 2025/26
Die 2. Floorball-Bundesliga 2025/26 wird die 22. Spielzeit der zweithöchsten deutschen Spielklasse im Floorball der Männer sein. Das zweite Jahr in Folge wieder in zwei Staffeln aufgeteilt und mit je zehn Teams. Die Liga wird voraussichtlich am 20. September 2025 beginnen und die Hauptrunde am 22. März 2026 enden. Die Play-Offs und -Downs, gefolgt den jeweiligen Relegationen, werden im April und Mai 2025 stattfinden.

## Teilnehmende Mannschaften

### Teilnehmer Staffel Nord/West
- die Verlierer der Play-Offs 2024/25
  - Lilienthaler Wölfe
  - TSV Tollwut Ebersgöns
- die Mannschaften auf den Plätzen 3 bis 8 der 2. FBL 2024/25
  - Frankfurt Falcons
  - SSF Dragons Bonn II
  - ETV Piranhhas Hamburg II
  - Dümptener Füchse
  - Hannover 96
  - BSV Roxel
- Der Sieger der Relegationsspiele zwischen dem Play-Downs-Sieger 2024/25 (TV Eiche Horn Bremen) und dem Regionalvizemeister Nord/West 2024/25 (TSC Wellingsbüttel)
  - TV Eiche Horn Bremen
- Der Regionalmeister Nord/West 2024/25
  - Baltic Storms

### Teilnehmer Staffel Süd/Ost
- Der Absteiger aus der 1. FBL 2024/25
  - FBC München
- Der Verlierer der Relegationsspiele zwischen dem Abstiegsspielsieger 2024/25 (VfL Red Hocks Kaufering) und dem Zweitligavizemeister der 2. Bundesliga 2024/25 (SC DHfK Leipzig)
  - VfL Red Hocks Kaufering
- die Mannschaften auf den Plätzen 3 bis 10 der 2. FBL 2024/25
  - PSV 90 Dessau
  - TSG Füchse Quedlinburg
  - USV Halle Saalebiber
  - Red Devils Wernigerode
  - Eisbären Juniors Berlin
  - UHC Döbeln
  - ESV Ingolstadt Schanzer Ducks
  - FC Rennsteig Avalanche